# Skellebjerg
Skellebjerg is een plaats in de Deense regio Seeland, gemeente Sorø. De plaats telt 206 inwoners (2008).